# Kínai Népi Felszabadító Hadsereg
A Kínai Népi Felszabadító Hadsereg (egyszerűsített kínai: 中国人民解放军; hagyományos írásmóddal: 中國人民解放軍; pinyin: Zhōngguó Rénmín Jiěfàng Jūn; nemzetközileg használt angol elnevezése: Chinese People’s Liberation Army - PLA) a Kínai Népköztársaság hadereje. Egyesíti magában az ország összes katonai erejét, így a szárazföldi haderőt, a légierőt, a haditengerészetet, a tengerészgyalogságot és a hadászati rakétaerőket. 1927-ben jött létre mint a Kínai Kommunista Párt katonai szervezete; 1946-ig Vörös Hadsereg volt a neve. Zászlaja és jelvénye tartalmazza a kínai 8-as és 1-es karaktereket (八一), utalva a hadsereg létrejöttének dátumára, az 1927. augusztus 1-jei nancsangi felkelésre. A Kínai Népköztársaság atomnagyhatalom.

A Kínai Népi Felszabadító Hadsereg zászlaja...

...és címere

## Stratégiai célok
A kínai haderő stratégiai célja az ország területi egységének védelme, amibe Pekingben hosszú távon beleértik Tajvan egyesítését is az anyaországgal. Ennek azonban megkerülhetetlen akadálya az Egyesült Államok által Tajvannak nyújtott biztonsági garancia, amely nem zárja ki a nukleáris fegyverek alkalmazását sem egy kínai agresszió esetére.
A KNK megalakulása óta a kínai hadsereg négy jelentősebb fegyveres konfliktusban vett részt: az 1950-es évek első felében a koreai háborúban, 1962-ben az Indiával folytatott határháborúban, 1969-ben a Szovjetunióval folytatott határvillongásokban, 1979-ben pedig a Vietnámmal folytatott határháborúban.
A KNK 2017-ig nem állomásoztatott tartósan külföldön haderőt, egészen eddig nem is rendelkezett külföldi támaszpontokkal. Első katonai bázisát Dzsibutiban adta át.

## Fegyveres erők létszáma

Kínai katonanő, 1972

A kínai fegyveres erők létszámuk alapján a világ legnagyobb hadseregei közé tartoznak; a paramilitáris erők beszámítása esetén összesen mintegy 7 millió fővel a harmadik helyet foglalják el Irán és Vietnám után.
- Aktív: 2 270 000 fő (ebből körülbelül 1 100 000 fő sorozott, 136 000 nő)
- Szolgálati idő a sorozottaknak: 24 hónap
- Tartalékos: 600 000 fő
- paramilitáris 3 969 000 fő[2]

A hadsereg létszámának a lakossághoz viszonyított aránya viszont így is alacsonynak számít (1000 lakosra 5,3 fő, míg Oroszországban 23,56, az Egyesült Államokban 9,46 fő).

## Költségvetés
Kína nagy ütemben fegyverkezik.
- 2006-ban 14,7%-kal növelte hadi költségvetését.
- 2007-ben 17,8%-kal növeli hadi költségvetését.
- 2010-ben 7,5%-kal növeli hadi költségvetését.
- 2011-ben 12,7%-kal növeli hadi költségvetését.[3]

A kínai katonai költségvetés 2006-ban meghaladta a 90 milliárd dollárt, amivel akkor a 6. helyet foglalta el a világban az USA (548,9 milliárd dollár), az Egyesült Királyság, Franciaország, Németország és Japán után. 2010-ben már a második helyen állt az Egyesült Államok után.

## A haderők szerkezete
A kínai hadsereg öt fő ágazatból áll: a szárazföldi haderő, a haditengerészet, a légierő, a „második tüzérségi hadtest”, azaz a stratégiai nukleáris és rakétaegységek, valamint a katonai rendőrség („Népi Fegyveres Rendőrség”).
Zászlók:

A Kínai Népi Felszabadító Hadsereg
A Kínai Népi Felszabadító Hadsereg szárazföldi hadserege
A Kínai Népi Felszabadító Hadsereg haditengerészete
A Kínai Népi Felszabadító Hadsereg légiereje
A Kínai Népi Felszabadító Hadsereg rakétaosztaga
A Kínai Népi Felszabadító Hadsereg stratégiai támogatóegysége

Emblémák:

A Kínai Népi Felszabadító Hadsereg
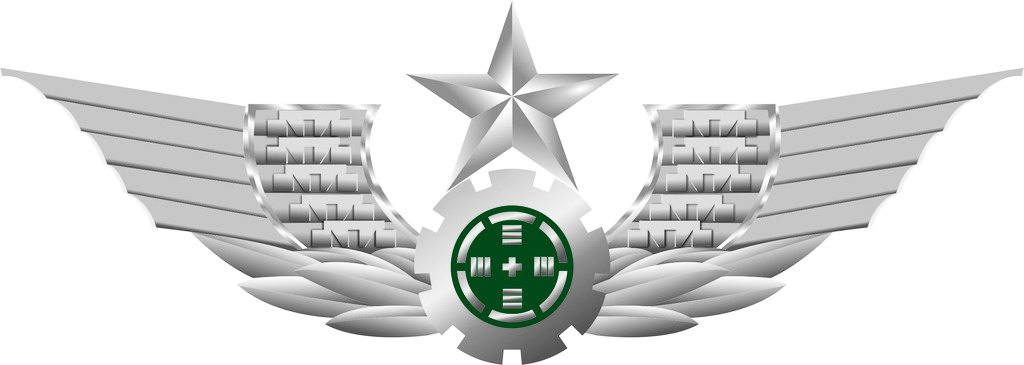
A Kínai Népi Felszabadító Hadsereg szárazföldi hadserege
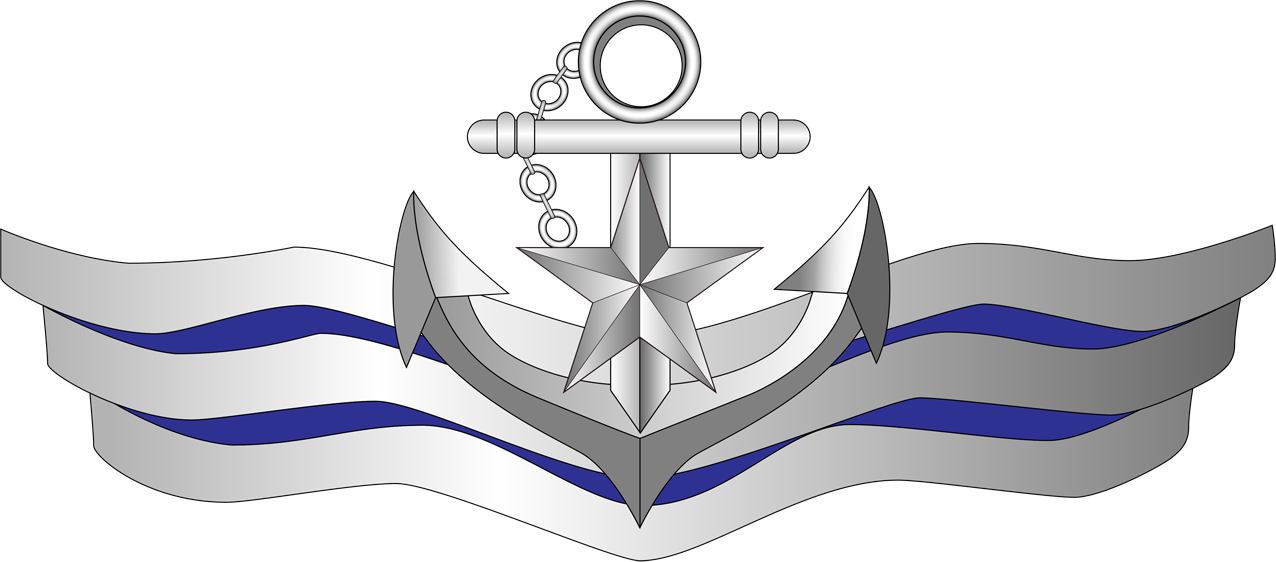
A Kínai Népi Felszabadító Hadsereg haditengerészete
A Kínai Népi Felszabadító Hadsereg légiereje
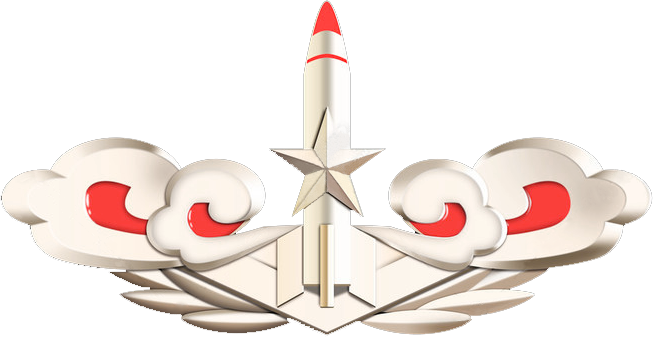
A Kínai Népi Felszabadító Hadsereg rakétaosztaga
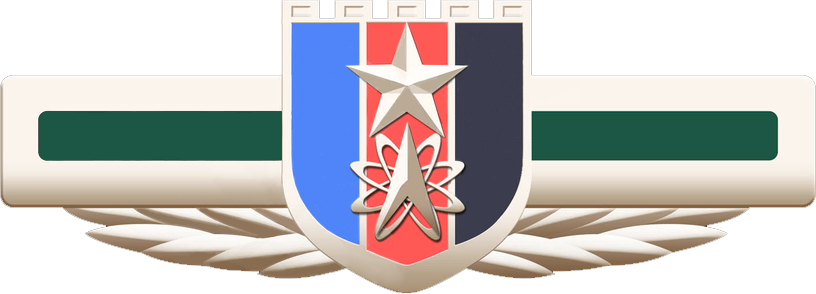
A Kínai Népi Felszabadító Hadsereg stratégiai támogatóegysége

## Szárazföldi haderő
Létszám
1 600 000 fő
Állomány
- 44 gyalogoshadosztály
- 9 harckocsihadosztály
- 17 gépesített lövészhadosztály
- 7 tüzérhadosztály
- 1 páncéltörődandár

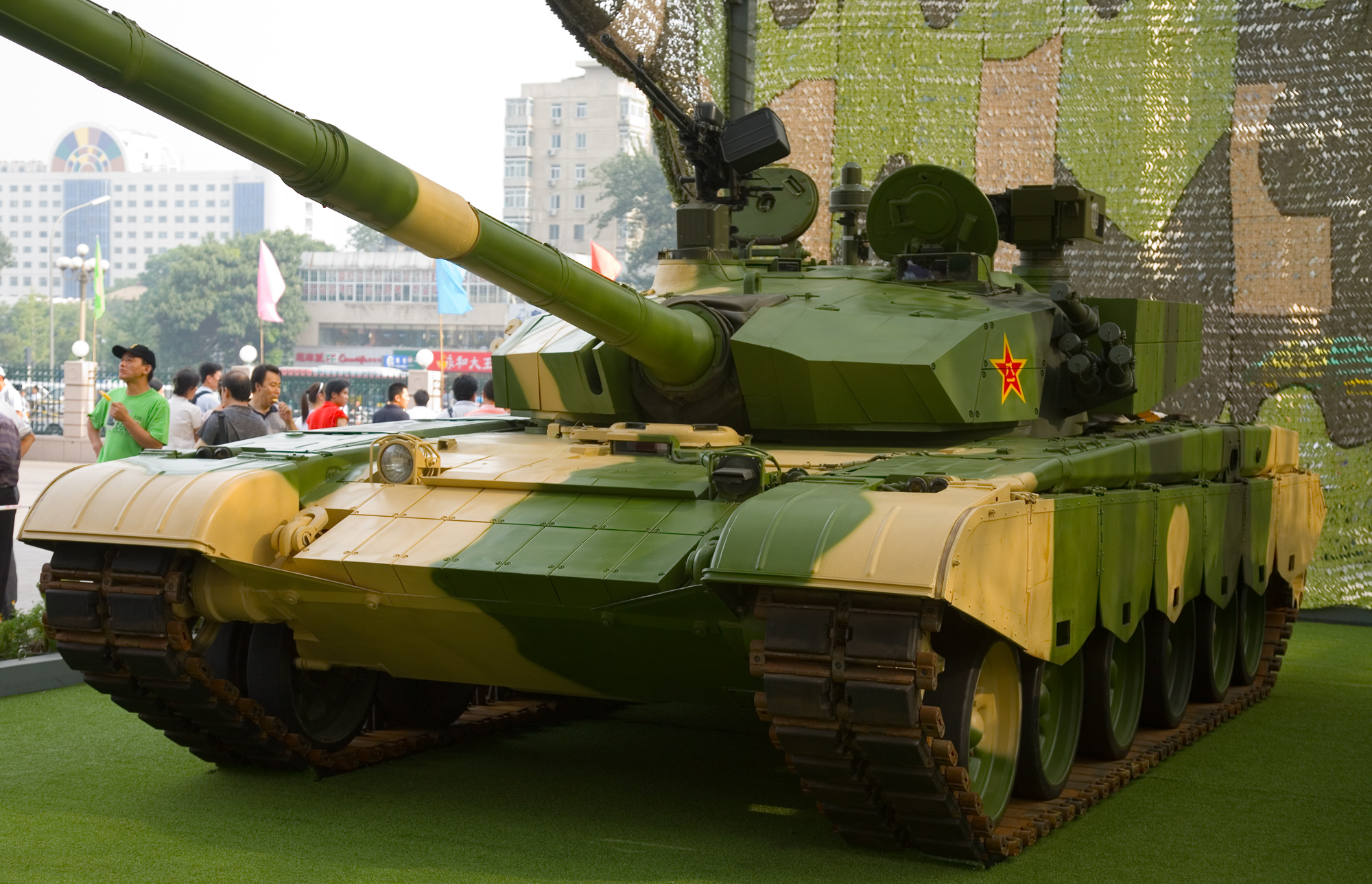
ZTZ-99

- 10 repülődandár (melyből 2 dandár kiképző)
- 1 harcászati-hadműveleti rakéta dandár
- 1 hegyi dandár
- 3 légideszant-hadosztály
- 50 műszaki ezred
- 50 híradóezred

Felszerelés
- 7010 db harckocsi (59–I/–II, 79-es típus, 88-as típus, 96 és 98-as típus, 99-es típus)
- 1200 db közepes harckocsi (62 és 63-as típus)
- 5600 db páncélozott gyalogsági harcjármű
- 15 200 db tüzérségi löveg
- 2400 db rakéta-sorozatvető
- 321 db helikopter

## Légierő
Létszám
420 000 fő
Állomány
- 100 vadászszázad
- 24 bombázószázad
- 60 közvetlen támogató század
- 24 szállító század

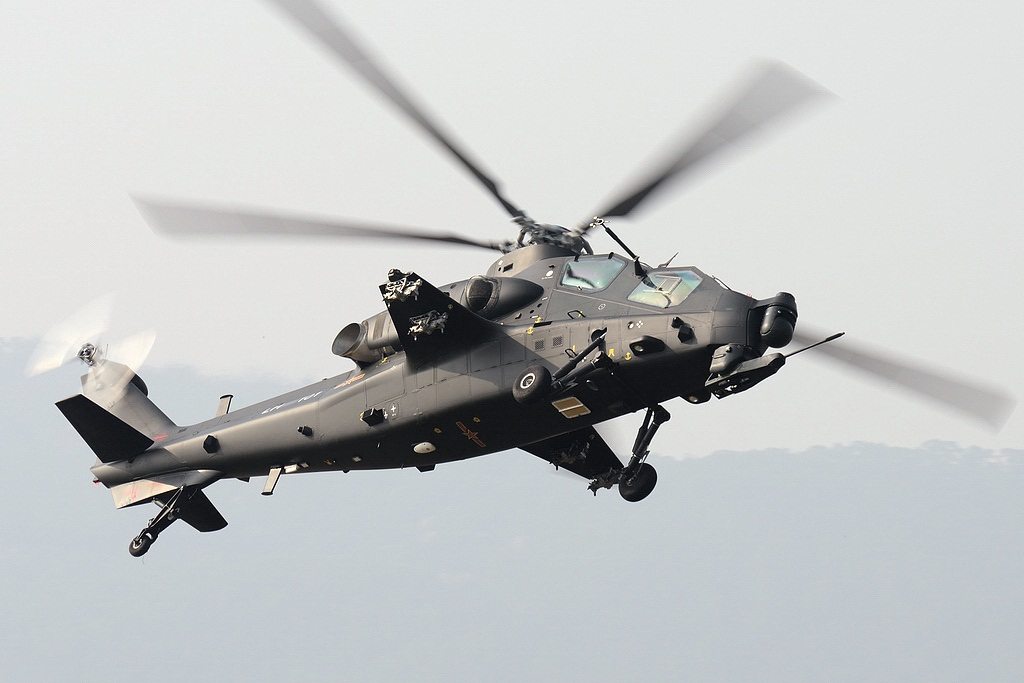
Changhe Z-10

Összesen kb. 400 db repülőgép. A J–10, JH–7 és JF–17/FC–1 negyedik generációs vadászbombázó repülőgépeket Kína fejlesztette ki részben saját erőből, részben külföldi technológiákat alkalmazva.
A legújabb fejlesztése a J-31 Falcon Hawk ami egy ötödik generációs lopakodó vadászgép amit részben a saját fejlesztéseik részben a lopott amerikai F-22 Raptor és F-35 Lightning II fejlesztéseit alkalmazásával készült el. (jelenleg 2 prototípus épült belőle)
Felszerelés
- 1782 db harci repülőgép
- 294 db felderítő repülőgép
- 513 db szállító repülőgép
- 170 db helikopter

## Haditengerészet

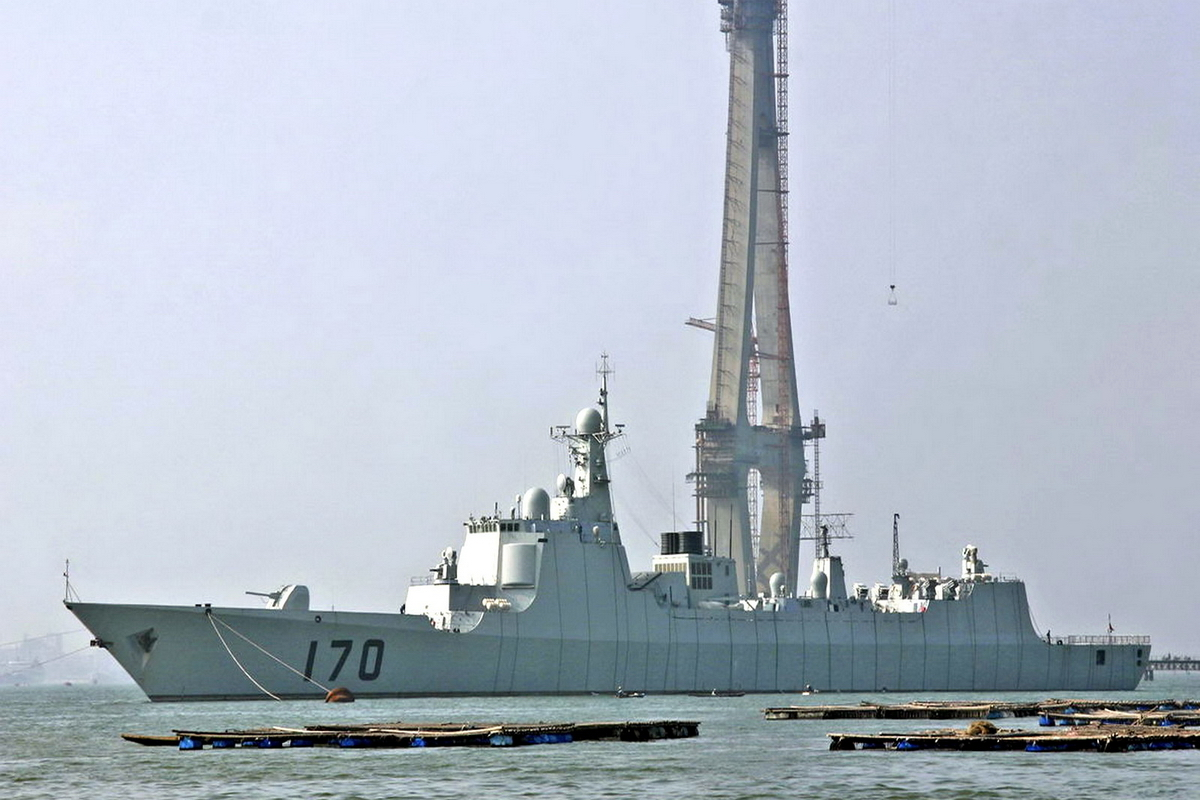
052C típusú romboló

Létszám
250 000 fő
Hadihajók
- 3 db repülőgép-hordozó
- 68 db tengeralattjáró
- 21 db romboló
- 24 db fregatt
- 93 db járőrhajó
- 39 db aknarakó/szedő hajó
- 56 db deszanthajó
- 163 db vegyes feladatú hajó

## Tengerészgyalogság
Létszám
10 000 fő
Állomány
- 3 gyalogoszászlóalj
- 1 gépesített zászlóalj
- 1 közepes harckocsizászlóalj
- 1 tüzérosztály

Felszerelés
- 60 db harckocsi
- 100 db páncélozott szállító jármű

## Hadászati rakétaerők
Amerikai hadihajók elsüllyesztését szem előtt tartva fejlesztik a kínaiak rakétáik infravörös rendszerét. A Dongfeng-21 hatótávolsága 2150 km körül van, és becslések szerint jelenleg 100 darab áll szolgálatban. (DefenceTalk.com)
Csapásmérők
- 20 db hadászati rakéta
- 18 indító dandár
- 20 db DF–5A indító
- 20 db DF–4 indító
- 80 db DF–3A indító
- 50 db DF–21 indító

Nukleáris hajtóműves rakétahordozó tengeralattjáró
- 1 db, 12 IL–1 indítóval